# 682
Năm 682 là một năm trong lịch Julius.